# Feminismo individualista
El feminismo individualista, llamado también feminismo libertario, es una teoría de feminismo que celebra a la mujer individual con base en el principio de la soberanía sobre sí misma de toda mujer. Esta posición política combina el feminismo con el libertarismo defendiendo los derechos individuales como la asociación voluntaria, la propiedad privada, el libre mercado, el reconocimiento de la igualdad de derechos para ambos sexos y afirmando que el empoderamiento para las mujeres no entra en contradicción con el feminismo prosexo ni con el movimiento de derechos del hombre.

## Características
1. El feminismo individualista se caracteriza por promover un sistema jurídico que elimine privilegios de género, y así poder garantizar que las personas tengan iguales derechos estomultimo Se inspira en autoras y teóricas del feminismo anarquista estadounidense de fines del siglo XIX y principios del siglo XX como Emma Goldman,[11] Voltairine de Cleyre[12] y Lucy Parsons. También en la organización anarquista y feminista de la revolución española, Mujeres Libres.[13] Ambos movimientos fueron organizados para defender las ideas anarquistas y feministas anarquistas.[14]
2. Alienta a las mujeres a asumir la responsabilidad por sus propias vidas, a obtener sus propios logros como personas y a asumir sus fracasos como parte de la vida que deben vivir tanto hombres como mujeres. Por ello se opone a la injerencia del Estado en las elecciones que hacen los adultos sobre sí mismos, ya que sostiene que dicha interferencia es coercitiva e inmoral al vulnerar algún derecho individual o la igualdad de derechos. El feminismo libertario se opone a la discriminación positiva,[15] a la prohibición de la prostitución o la pornografía,[16][17] y a las políticas de cuotas de género.
3. Se destaca por defender el derecho a la libertad de expresión de la feminidad, masculinidad y la sexualidad.[18][19]
4. Se opone al «feminismo revanchista» y a la misandria, así como en general al uso indebido de instrumentos legales que pretenden frenar el machismo sin establecer un verdadero plano de igualdad de derechos ante la ley y cegándose ante los casos de privilegios de las mujeres frente a los hombres el feminismo libertario encuentra puntos de conexión con el movimiento por los derechos de los hombres.[20]
5. En la misma línea de afirmar que existen sesgos a favor de las mujeres y en contra de los hombres en la sociedad y en las leyes actuales, se pueden citar algunos temas que hacen destacar a este feminismo no-convencional en su polémica contra el feminismo convencional. Por ejemplo, en la causa de los derechos reproductivos, sostiene que las leyes de legalización de la interrupción voluntaria del embarazo sólo suelen pensar en el derecho a elegir reproducirse de las mujeres e ignoran el derecho a elegir reproducirse de los hombres, por lo que las feministas libertarias sugieren que la situación sea equilibrada con la legalización del «aborto de papel» para los hombres.[20]
6. Además, el feminismo individualista demanda un mejor conocimiento científico sobre el fenómeno de la responsabilidad compartida entre hombres y mujeres con respecto a la violencia doméstica antes de victimizar a las mujeres y satanizar a los hombres. Sobre este tema las feministas libertarias dicen que debe observarse con más atención el porcentaje de mujeres que provocan la violencia física al realizar previamente una sistemática violencia psicológica contra su pareja masculina, también dicen que debe dejar de generalizarse como un problema de la «cultura masculina» a la violencia doméstica cuando una parte importante de los números en las estadísticas de violencia hacia las mujeres está formado por los casos de mujeres codependientes emocionales que regresan e incluso defienden a sus parejas agresoras de forma recurrente.[21][22]
7. Generalmente ha sido definido en oposición al llamado feminismo radical y al feminismo de género,[2][23][24] aunque voces minoritarias defienden su compatibilidad.[25]

## Historia

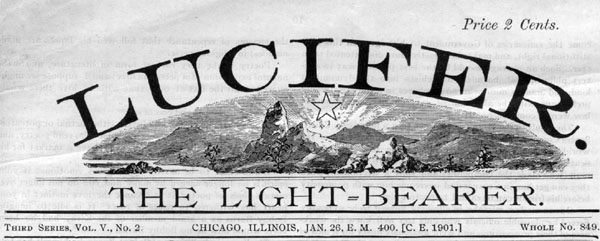
Encabezado de Lucifer, periódico estadounidense individualista y protofeminista. Fundado por Moses Harman.

En sentido estricto el feminismo libertario o feminismo individualista es una idea contemporánea, originada a finales del siglo XX, y está enlazada a la tradición liberal clásica laissez faire de derechos civiles y económicos individuales. Para sus teóricos el feminismo libertario o individualista tiene antecedentes filosóficos más remotos, que aunque no usaron la misma terminología para autodefinirse sí tendrían importantes ideas o principios en común. Por ejemplo, los partidarios del feminismo libertario ven antecedentes teóricos de sus ideas en las figuras femeninas del liberalismo antiesclavista como Ernestine Rose; del anarcoindividualismo del siglo XIX con base en los Estados Unidos, donde destacan las figuras de Voltairine de Cleyre, Dora Marsden, Ezra Heywood, Gertrude Kelly, Rachelle Slobodinsky, entre otros; y en las mujeres fundadoras del libertarismo moderno en el siglo XX como Rose Wilder Lane e Isabel Paterson.
El antecedente histórico más inmediato del feminismo libertario se puede rastrear en la década de 1970 durante el ascenso del movimiento libertario en los Estados Unidos, cuando algunos personajes de este movimiento empiezan a hablar de la necesidad de un enfoque femenino del libertarismo y de un diálogo con el feminismo, sobre todo dentro de las filas del Partido Libertario de los Estados Unidos. Una pionera de esa aproximación fue la periodista y activista Joan Kennedy Taylor. La Asociación de Feministas Libertarias, fue fundada en 1973 por Tonie Nathan, candidata a la Vicepresidencia de Estados Unidos por el Partido Libertario en 1972, siendo la primera asociación de feministas individualistas conocida. Tenía una fuerte posición antiestatista y proelección. Sharon Presley se convirtió en la líder de la organización. Otras organizaciones feministas libertarias incluyen la Alianza de Damas de la Libertad, Feministas por la Libertad, y el extinto Instituto de la Madre, de corte más culturalmente conservador y enfocado en el activismo antiguerra contra el intervencionismo militar y en el activismo educativo del homeschooling y que incluyó a Madres por la Libertad (grupos de encuentros).
Las principales exponentes contemporáneas del feminismo libertario son Wendy McElroy, una escritora y discípula del pensador político y económico Murray Rothbard, es ella quien le dio forma ideológica definitiva a esta forma de feminismo desde el principio de no agresión y quien acuña el término «feminismo individualista» en la década de 1980 para referirse al feminismo libertario; y Christina Hoff Sommers, una filósofa que posiciona el feminismo libertario en el debate intelectual dentro del movimiento feminista, sobre todo el de corte académico, de hecho es Hoff Sommers quien en la década de 1990 acuña el término «feminismo de género» en contraste al «feminismo de la equidad» que es como ella ha definido al feminismo libertario.
Aunque distante de cualquier movimiento social, la conocida académica Camille Paglia se ha definido como una feminista libertaria en varias ocasiones.